# 安塔班巴省
安塔班巴省（西班牙語：Provincia de Antabamba），是秘魯的省份，位於該國南部阿普里馬克大區，首府是安塔班巴，面積3,219平方公里，2007年人口12,267，人口密度每平方公里3.81人。